# 나라 이름순 수도 목록

## ㄱ
- 가나 - 아크라
- 가봉 - 리브르빌
- 가이아나 - 조지타운
- 감비아 - 반줄
- 과테말라 - 과테말라
- 그레나다 - 세인트조지스
- 그리스 - 아테네
- 기니 - 코나크리
- 기니비사우 - 비사우

## ㄴ
- 나미비아 - 빈트후크
- 나우루 - 야렌
- 나이지리아 - 아부자
- 남수단 - 주바
- 남아프리카 공화국 - 프리토리아(행정), 블룸폰테인(사법), 케이프타운(입법)
- 네덜란드 - 암스테르담(헌법 상), 헤이그(행정)
- 네팔 - 카트만두
- 노르웨이 - 오슬로
- 뉴질랜드 - 웰링턴
- 니제르 - 니아메
- 니카라과 - 마나과

## ㄷ
- 대한민국 - 서울특별시
- 덴마크 - 코펜하겐
- 도미니카 연방 - 로조
- 도미니카 공화국 - 산토도밍고
- 독일 - 베를린
- 동티모르 - 딜리

## ㄹ
- 라오스 - 비엔티안
- 라이베리아 - 몬로비아
- 라트비아 - 리가
- 러시아 - 모스크바
- 레바논 - 베이루트
- 레소토 - 마세루
- 루마니아 - 부쿠레슈티
- 룩셈부르크 - 룩셈부르크
- 르완다 - 키갈리
- 리비아 - 트리폴리
- 리투아니아 - 빌뉴스
- 리히텐슈타인 - 파두츠

## ㅁ
- 마다가스카르 - 안타나나리보
- 마셜 제도 - 마주로
- 북마케도니아 - 스코페
- 말라위 - 릴롱궤
- 말레이시아 - 쿠알라룸푸르, 푸트라자야(행정)
- 말리 - 바마코
- 멕시코 - 멕시코시티
- 모나코 - 모나코
- 모로코 - 라바트(입법), 카사블랑카(행정)
- 모리셔스 - 포트루이스
- 모리타니 - 누악쇼트
- 모잠비크 - 마푸투
- 몬테네그로 - 포드고리차
- 몰도바 - 키시너우
- 몰디브 - 말레
- 몰타 - 발레타
- 몽골 - 울란바토르
- 미국 - 워싱턴 D.C.
- 미얀마 - 네피도

## ㅂ
- 바누아투 - 포트빌라
- 바레인 - 마나마
- 바베이도스 - 브리지타운
- 바티칸 시국 - 바티칸
- 바하마 - 나소
- 방글라데시 - 다카
- 베냉 - 포르토노보
- 베네수엘라 - 카라카스
- 베트남 - 하노이
- 벨기에 - 브뤼셀
- 벨라루스 - 민스크
- 벨리즈 - 벨모판(행정), 벨리즈시티(사실상)
- 보스니아 헤르체고비나 - 사라예보
- 보츠와나 - 가보로네
- 볼리비아 - 수크레(헌법 상), 라파스(행정)
- 부건빌(독립예정) - 부카(명목상), 아라와(명목상)
- 부룬디 - 기테가
- 부르키나파소 - 와가두구
- 부탄 - 팀푸
- 북아일랜드 - 벨파스트
- 불가리아 - 소피아
- 브라질 - 브라질리아
- 브루나이 - 반다르스리브가완

## ㅅ
- 사모아 - 아피아
- 사우디아라비아 - 리야드
- 사하라 아랍 민주 공화국 - 엘아이운
- 산마리노 - 산마리노
- 상투메 프린시페 - 상투메
- 세네갈 - 다카르
- 세르비아 - 베오그라드
- 세이셸 - 빅토리아
- 세인트루시아 - 캐스트리스
- 세인트빈센트 그레나딘 - 킹스타운
- 세인트키츠 네비스 - 바스테르
- 세인트헬레나 - 제임스타운
- 소말리아 - 모가디슈
- 소말릴란드 - 하르게이사
- 솔로몬 제도 - 호니아라
- 수단 - 하르툼
- 수리남 - 파라마리보
- 스리랑카 - 스리자야와르데네푸라코테(사실상), 콜롬보(행정)
- 스웨덴 - 스톡홀름
- 스위스 - 베른
- 스코틀랜드 - 에든버러
- 스페인 - 마드리드
- 슬로바키아 - 브라티슬라바
- 슬로베니아 - 류블랴나
- 시리아 - 다마스쿠스
- 시에라리온 - 프리타운
- 싱가포르 - 싱가포르

## ㅇ
- 아랍에미리트 - 아부다비(입법), 두바이(행정)
- 아르메니아 - 예레반
- 아르헨티나 - 부에노스아이레스
- 아이슬란드 - 레이캬비크
- 아이티 - 포르토프랭스
- 아일랜드 - 더블린
- 아제르바이잔 - 바쿠
- 아프가니스탄 - 카불
- 안도라 - 안도라라벨랴
- 알바니아 - 티라나
- 알제리 - 알제
- 압하지야 - 수후미
- 앙골라 - 루안다
- 앤티가 바부다 - 세인트존스
- 앵귈라 - 더밸리
- 에리트레아 - 아스마라
- 에스와티니 - 음바바네(행정), 로밤바(입법)
- 에스토니아 - 탈린
- 에콰도르 - 키토(행정), 과야킬(입법)
- 에티오피아 - 아디스아바바
- 엘살바도르 - 산살바도르
- 어센션섬 - 조지타운
- 영국 - 런던
- 예멘 - 사나, 아덴(임시 수도)
- 오만 - 무스카트
- 오스트레일리아 - 캔버라
- 오스트리아 - 빈
- 온두라스 - 테구시갈파
- 요르단 - 암만
- 우간다 - 캄팔라
- 우루과이 - 몬테비데오
- 우즈베키스탄 - 타슈켄트
- 우크라이나 - 키이우
- 웨일스 - 카디프
- 이라크 - 바그다드
- 이란 - 테헤란
- 이스라엘 - 텔아비브(사실상), 예루살렘(주장)
- 이집트 - 카이로
- 이탈리아 - 로마
- 인도 - 뉴델리(입법), 뭄바이(행정)
- 인도네시아- 자카르타(현재), 누산타라(2024년 8월 이전 예정)
- 일본 - 도쿄 (오만은 내 지역)

## ㅈ
- 자메이카 - 킹스턴
- 잠비아 - 루사카
- 적도 기니 - 말라보,시우다드데라파스(미래 수도)
- 북한 - 평양(사실상),신의주(최대도시),서울특별시(헌법상)
- 조지아 - 트빌리시
- 중앙아프리카 공화국 - 방기
- 중화민국 - 타이베이(사실상), 난징(주장)
- 중화인민공화국 - 베이징
- 지부티 - 지부티
- 짐바브웨 - 하라레

## ㅊ
- 차드 - 은자메나
- 체코 - 프라하
- 칠레 - 산티아고

## ㅋ
- 카메룬 - 야운데
- 카보베르데 - 프라이아
- 카자흐스탄 - 아스타나
- 카타르 - 도하
- 캄보디아 - 프놈펜
- 캐나다 - 오타와
- 케냐 - 나이로비
- 코모로 - 모로니
- 코소보 - 프리슈티나
- 코스타리카 - 산호세
- 코트디부아르 - 야무수크로
- 콜롬비아 - 보고타
- 콩고 공화국 - 브라자빌
- 콩고 민주 공화국 - 킨샤사
- 쿠바 - 아바나
- 쿠웨이트 - 쿠웨이트시티
- 크로아티아 - 자그레브
- 키르기스스탄 - 비슈케크
- 키리바시 - 타라와
- 키프로스 - 니코시아

## ㅌ
- 타지키스탄 - 두샨베
- 탄자니아 - 도도마
- 태국 - 방콕
- 튀르키예 - 앙카라
- 토고 - 로메
- 통가 - 누쿠알로파
- 투르크메니스탄 - 아슈하바트
- 투발루 - 푸나푸티
- 튀니지 - 튀니스
- 트리니다드 토바고 - 포트오브스페인

## ㅍ
- 파나마 - 파나마시티
- 파라과이 - 아순시온
- 파키스탄 - 이슬라마바드
- 파푸아뉴기니 - 포트모르즈비
- 팔라우 - 응게룰무드
- 팔레스타인 - 라말라(사실상) / 예루살렘(주장), 요르단강 서안 지구 / 가자 지구
- 페루 - 리마
- 포르투갈 - 리스본
- 폴란드 - 바르샤바
- 푸에르토리코 - 산후안
- 프랑스 - 파리
- 피지 - 수바
- 핀란드 - 헬싱키
- 필리핀 - 마닐라

## ㅎ
- 헝가리 - 부다페스트

## 같이 보기
- 수도 이름순 수도 목록